# 葡萄牙平原 (加利福尼亞州)
葡萄牙平原（英語：Portuguese Flat）是位於美國加利福尼亞州沙斯塔縣的一個非建制地區。該地的面積和人口皆未知。

## 地理
葡萄牙平原的座標為40°59′45″N 121°25′02″W / 40.99583°N 121.41722°W，而該地的平均海拔高度為610米（即2000英尺）。